# ميل رايت
ميل رايت (بالإنجليزية: Mel Wright)‏ هو لاعب كرة قاعدة أمريكي، ولد في 11 مايو 1928 في مانيلا في الولايات المتحدة، وتوفي في 16 مايو 1983 في هيوستن في الولايات المتحدة.

## وصلات خارجية
- ميل رايت على موقع دوري كرة القاعدة الرئيسي (الإنجليزية)
- ميل رايت على موقعبيزبول رفرنس.كوم (الدوري الرئيسي) (الإنجليزية)
- ميل رايت على موقعبيزبول رفرنس.كوم (الدوري الثانوي) (الإنجليزية)